# Epacris rigida
Epacris rigida är en ljungväxtart som beskrevs av Franz e Wilhelm Sieber och Spreng.. Epacris rigida ingår i släktet Epacris och familjen ljungväxter. Inga underarter finns listade i Catalogue of Life.